# Limnonectes toumanoffi
Limnonectes toumanoffi és una espècie de granota que viu a Cambodja i el Vietnam.
Està amenaçada d'extinció per la pèrdua del seu hàbitat natural.